# Proasellus arnautovici
Proasellus arnautovici là một loài chân đều trong họ Asellidae. Loài này được Remy miêu tả khoa học năm 1932.